# Politica del figlio unico

Piramide della popolazione; essendo la Cina una nazione relativamente giovane, anche una rigorosa politica di controllo delle nascite non è stata sufficiente a cancellare del tutto la sovrappopolazione

La politica del figlio unico (一孩政策) è stata una delle politiche di controllo delle nascite attuata in Cina, dal governo, nell'ambito della pianificazione familiare per contrastare il fortissimo incremento demografico del paese. Questa riforma, considerata in maniera controversa fuori dalla Cina perché la sua applicazione era spesso causa di abusi dei diritti umani, è stata rivista anche all'interno della Cina dato che nel lungo periodo si è dimostrata negativa a livello economico e sociale (ad esempio, ricorso all'aborto selettivo del sesso).

## Descrizione
La prima fase, introdotta in modo organico dopo pochi anni dalla morte di Mao Zedong, dal suo successore Deng Xiaoping nel 1979 fu attuata con una legge che vietava alle donne di avere più di un figlio. Questa politica avrebbe portato a un dimezzamento della popolazione nell'arco della vita media di una generazione di individui, via via più lento col progressivo allungarsi della vita media. La legge fu poi modificata negli anni novanta con l'introduzione di sole sanzioni pecuniarie.
Questa legge fu considerata fondamentale dai successori di Mao Zedong, dato che durante l'epoca maoista il paese aveva visto uno straordinario incremento annuale di quasi 30 milioni di persone. Secondo i dati ufficiali, oggi la Cina è popolata da più di 1,4 miliardi di persone, ma si stima che un numero imprecisato di persone non siano registrate all'anagrafe. La politica del figlio unico è stata ufficialmente abolita dalla Corte Suprema cinese nel 2013, oggigiorno si incoraggiano le coppie e fare figli, con incentivi quali bonus nascita per chi fa più di 2 figli, questo per contrastare il fenomeno del calo demografico in Cina

## Storia
Quando nel 1949 nasceva la Cina comunista, Mao Zedong credeva fortemente nell'idea dell'autosufficienza e del popolo come simbolo della forza. La tradizione era quella delle famiglie numerose: un detto di Confucio recita “Più bambini significa più felicità, i bambini avuti portano presto la felicità”. Furono introdotte forti politiche a favore della natalità: sussidi per i bambini e la proibizione dell'aborto, della sterilizzazione e dei metodi contraccettivi.
Nel 1953 i divieti furono banditi, fu concesso l'uso dei contraccettivi e, in casi particolari, l'aborto; nel 1957 l'accesso all'aborto legale divenne più facile. Nel 1962 il boom di nascite preoccupò il governo, che decise di cominciare una politica di pianificazione familiare nelle aree urbane più densamente popolate. Nel 1973 fu lanciata la prima vera politica di controllo delle nascite, la sovrappopolazione era ormai considerata “un ostacolo allo sviluppo e alla modernizzazione”. Cominciò la prima campagna di educazione per le donne e le coppie il cui motto era Wan Xi Shao, ovvero il matrimonio e la gravidanza ad un'età più avanzata (wan), un intervallo più lungo (xi) tra un figlio e l'altro, e soprattutto meno figli (shao), due per coppia.
Nel 1975 si migliorò l'attuazione delle politiche di controllo, si stabilirono degli obiettivi di crescita e furono introdotti piani collettivi di nascita a livello locale. Nel 1979 la Cina accoglieva circa un quarto della popolazione mondiale con a disposizione solo il 7% della superficie coltivabile, i due terzi dei cinesi avevano meno di trent'anni e la generazione del baby boom nata negli anni Cinquanta e Sessanta entrava nell'età riproduttiva. Il governo di Deng Xiaoping varò un ambizioso programma di riforme di mercato che avrebbe risposto alla stagnazione economica, e varò una politica organica del controllo della natalità, non più limitata ad alcune province o zone ma su tutto il territorio nazionale.
Nel 1979 fu introdotta la regola del figlio unico, sperimentata già precedentemente, e furono stabiliti i target di crescita nazionale che prevedevano una popolazione di 1,27 miliardi nel 2000 e il raggiungimento della crescita zero per lo stesso anno. La politica della pianificazione familiare consisteva in un insieme di regolamenti atti a controllare la giusta dimensione delle famiglie cinesi: i matrimoni ritardati, le gravidanze posticipate e l'attesa di un periodo abbastanza lungo (quattro o cinque anni) tra un figlio e l'altro, erano gli elementi principali. Per supportare un simile impianto e garantire il rispetto delle regole fu creata una nuova struttura verticale separata, la “Pianificazione Familiare”, che fino ad allora era gestita localmente dal sistema sanitario.
Nel 1981 fu creata la “Commissione di Stato per la Pianificazione Familiare”, equivalente di un ministero, per coordinare le varie attività. La sua struttura si sviluppava ad ogni livello: province, città, distretti e contee, fino ai comitati di villaggio, tutti i livelli avevano uffici per la pianificazione familiare. Nel 1982, con la redazione della nuova costituzione, la pianificazione familiare e la necessità di limitare la crescita della popolazione diventarono elementi fondanti del sistema sociale cinese (artt. 25 e 49).
A partire dagli anni ottanta il controllo statale fu leggermente ridotto e, nel 1984, fu concessa maggiore flessibilità a livello provinciale sulla possibilità di avere due figli. Negli anni novanta si stabilizzarono le varie politiche. Gli ufficiali che lavoravano per la pianificazione familiare erano trecentomila ai quali si affiancavano centinaia di migliaia di volontari o quadri, membri del partito. Furono incentivati i metodi contraccettivi per frenare il ricorso all'aborto indotto, e cominciò a diventare importante la questione dell'invecchiamento della popolazione.
Il 1º settembre 2002 la politica di pianificazione familiare è diventata una legge nazionale dalla quale dipendono tutte le politiche provinciali. Dal settembre 2005 al marzo 2006 Chen Guangcheng è stato posto agli arresti domiciliari dopo aver organizzato e promosso pubblicamente un'azione collettiva contro il governo della Prefettura di Linyi, (Shandong), per l'applicazione eccessiva della politica del figlio unico. 
Nel 2013 la politica del figlio unico viene abolita: le famiglie cinesi potranno avere due figli senza incorrere nel pagamento di sanzioni, ma a partire dal terzo figlio permangono multe elevate , assieme alle politiche coatte di contenimento delle nascite.
A seguito del censimento decennale condotto nel 2020 che ha rilevato che il ritmo di crescita annuale della popolazione cinese è stato dello 0,53 per cento rispetto allo 0,57 per cento del decennio precedente (tasso di crescita più lento da quando i censimenti decennali sono iniziati, nel 1953), il 20 agosto 2021 il Comitato permanente dell'Assemblea nazionale del popolo, il ramo legislativo del parlamento di Pechino, ha approvato gli emendamenti di modifica alla legge sulla Popolazione e la pianificazione familiare per consentire alle coppie di poter avere fino a tre figli; il pacchetto include anche misure di sostegno per le famiglie, che dovranno essere attuate con l'apporto del governo centrale e delle amministrazioni locali. I genitori con un terzo figlio non dovranno quindi più pagare una multa, né essere puniti dalle loro unità di lavoro.